# Hoover (Alabama)
Hoover is een stad in een stad in de county's Jefferson en Shelby in de staat Alabama, Verenigde Staten. De stad is een buitenwijk van Birmingham en had in 2005 67.469 inwoners. In de stad bevindt zich  het Hoover Metropolitan Stadium waar het minor league baseball-team Birmingham Barons zijn thuiswedstrijden speelt. De stad heeft meer bekendheid gekregen door de komst van de documentaire/reality-serie Two-A-Days van MTV die zich afspeelt om en rond Hoover High School.